# 春霞賞
春霞賞（はるがすみしょう）は、ホッカイドウ競馬が施行していた競馬の重賞競走（平地競走）である。

## 概要
2001年にサラブレッド系3歳の重賞競走として新設。ホッカイドウ競馬のグレードではH3に格付けされていたが、2007年に廃止された。

## 歴代優勝馬
| 回数  | 施行日        | 開催地 | 距離  | 頭数 | 優勝馬           | 性齢 | 所属   | タイム | 優勝騎手   | 管理調教師 |
| ----- | ------------- | ------ | ----- | ---- | ---------------- | ---- | ------ | ------ | ---------- | ---------- |
| 第1回 | 2001年4月26日 | 札幌   | 1000m | 14頭 | ゴオカイキング   | 牡3  | 北海道 | 1:00:3 | 川島雅人   | 黒川武     |
| 第2回 | 2002年4月29日 | 札幌   | 1000m | 12頭 | シンメイマサコ   | 牝3  | 北海道 | 1:00:3 | 五十嵐冬樹 | 米川伸也   |
| 第3回 | 2003年4月10日 | 門別   | 1000m | 9頭  | マンショウ       | 牡3  | 北海道 | 1:02:7 | 渋谷裕喜   | 村上正和   |
| 第4回 | 2004年4月21日 | 札幌   | 1000m | 14頭 | フラワーサークル | 牝3  | 北海道 | 1:02:0 | 五十嵐冬樹 | 佐々木一夫 |
| 第5回 | 2005年6月2日  | 札幌   | 1700m | 12頭 | ヨシノコンドル   | 牡3  | 北海道 | 1:49:3 | 岡島玉一   | 伊藤隆志   |
| 第6回 | 2006年5月4日  | 札幌   | 1000m | 12頭 | ピクシーストーン | 牡3  | 北海道 | 1:01:5 | 山口竜一   | 清水日出男 |